# Maurice Joseph Louis Gigost d’Elbée

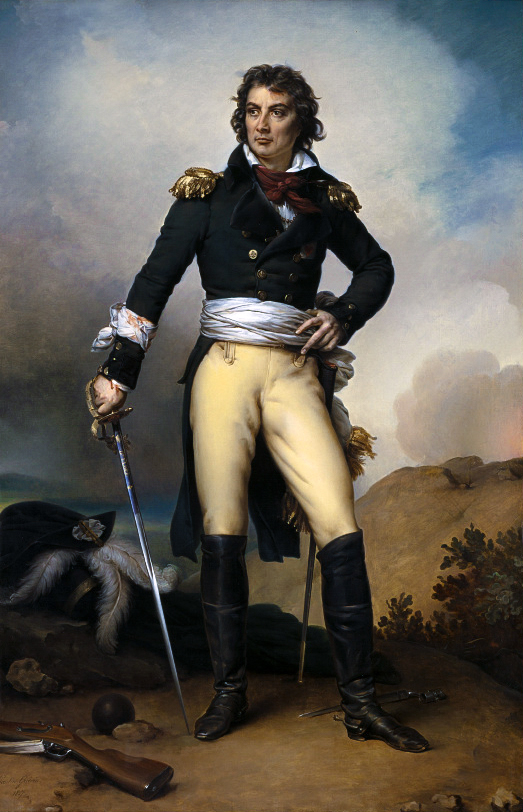
Maurice Joseph Louis Gigost d’Elbée, posthumes Ölgemälde von Jean-Baptiste Paulin Guérin, 1827.

Maurice Joseph Louis Gigost d’Elbée (* 21. März 1752 in Dresden; † 6. Januar 1794 auf der Insel Noirmoutier) war ein Kommandant in der Armée catholique et royale de Vendée während des dortigen Aufstands in der Zeit der Französischen Revolution.

## Biographie
Maurice d’Elbée entstammte einer in Sachsen ansässigen französischstämmigen Familie. Nach seiner Rückkehr und Wiedereinbürgerung im Jahre 1777 trat er in ein Regiment der Kavallerie ein und brachte es dort bis zum Leutnant. Im Jahre 1783 nahm er seinen Abschied, heiratete wenige Jahre später und lebte auf seinem Landgut bei Beaupréau (Anjou).

## Vendée-Aufstand
Mit Beginn des Vendée-Aufstandes wählten ihn die Bauern in der Umgebung von Beaupréau zu ihrem Anführer. Seine Truppen verbanden sich mit denen von Bonchamps, Cathelineau und Stofflet. Er schlug die republikanischen Truppen bei Coron und Beaulieu, doch in den Schlachten von Luçon (30. Juli und 13. August 1793) und Cholet (17. Oktober 1793) sah er sich nur noch mit Rückzugsgefechten konfrontiert.

## Tod

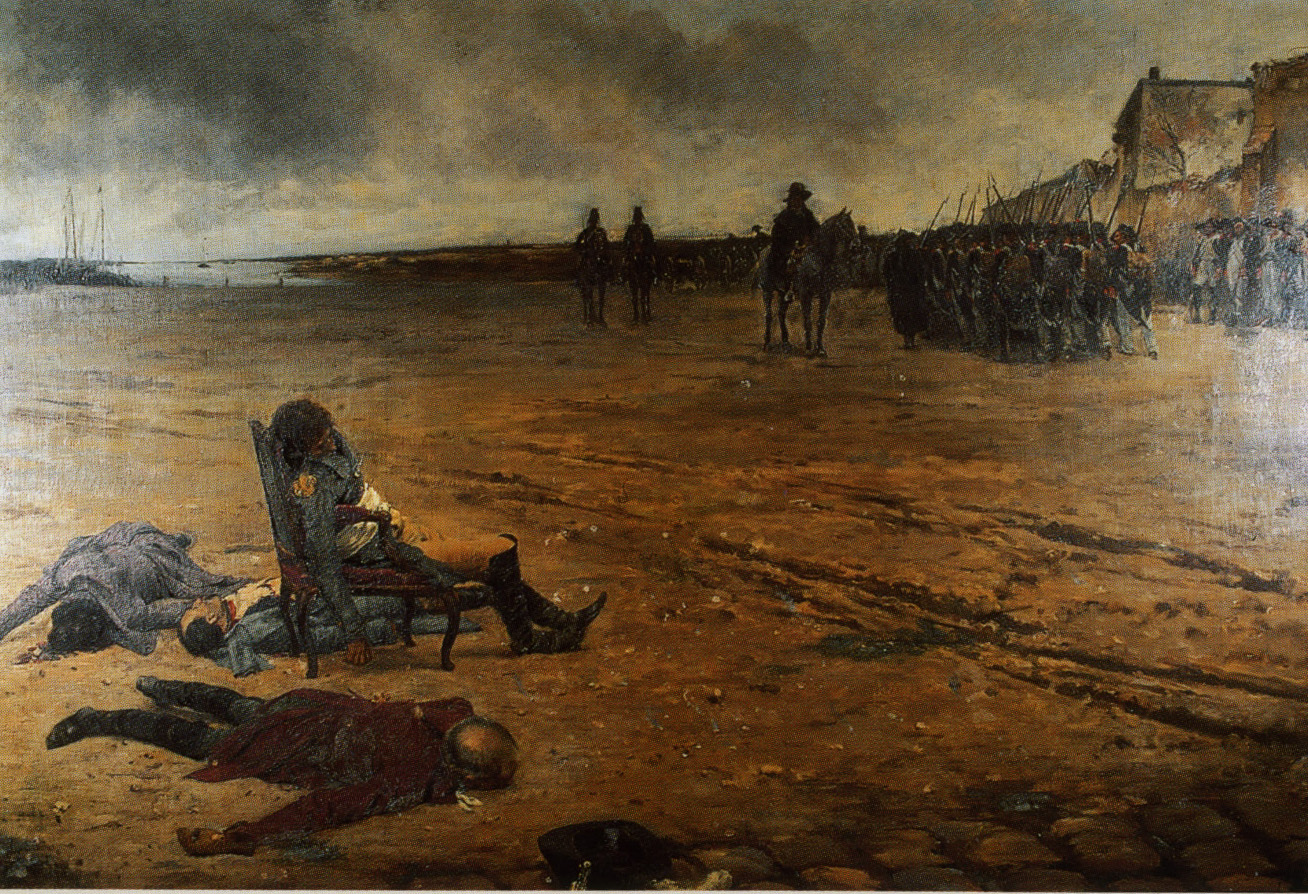
Julien Le Blant (1878) – Exekution d’Elbée’s

In der Zweiten Schlacht bei Cholet wurde Maurice d’Elbée schwer verwundet. Man brachte ihn zunächst auf sein Gut bei Beaupréau und dann auf die Insel Noirmoutier vor der Küste der Vendée, wo er drei Monate später von republikanischen Truppen aufgespürt und von einem kurzfristig zusammengestellten Kriegsgericht zum Tode verurteilt wurde. Da er wegen seiner Verwundungen nicht stehen konnte, wurde er in einem Sessel sitzend erschossen. Der Sessel ist noch heute im Château de Noirmoutier zu sehen.
Seine Frau wurde wenige Tage darauf ebenfalls erschossen; der gemeinsame Sohn Louis-Joseph Maurice d’Elbée nahm an der Schlussphase der Napoleonischen Kriege (Völkerschlacht bei Leipzig, Schlacht bei Hanau) teil, wo er so schwer verwundet wurde, dass er im Jahr darauf in einem Hospital in Potsdam starb.

## Historische Beurteilung
Aufgrund seiner von religiösen Metaphern geprägten Ansprachen an seine Soldaten, in denen er immer wieder von der göttlichen Vorsehung als Ursprung aller Siege redete, nannten diese ihn ironisch Général la Providence.